# Stráž pod Ralskem
Stráž pod Ralskem (do roku 1946 Vartenberk, německy Wartenberg am Rollberg) je město v okrese Česká Lípa v Libereckém kraji. Leží v údolí řeky Ploučnice pod vrchy Ralsko a Hamerský Špičák. Žije v něm přibližně 3 800 obyvatel.
Město vzniklo v podhradí a převzalo název hradu Stráž – Wartenberg (počeštěno na Vartenberk), který německy znamená strážná hora).

## Historie

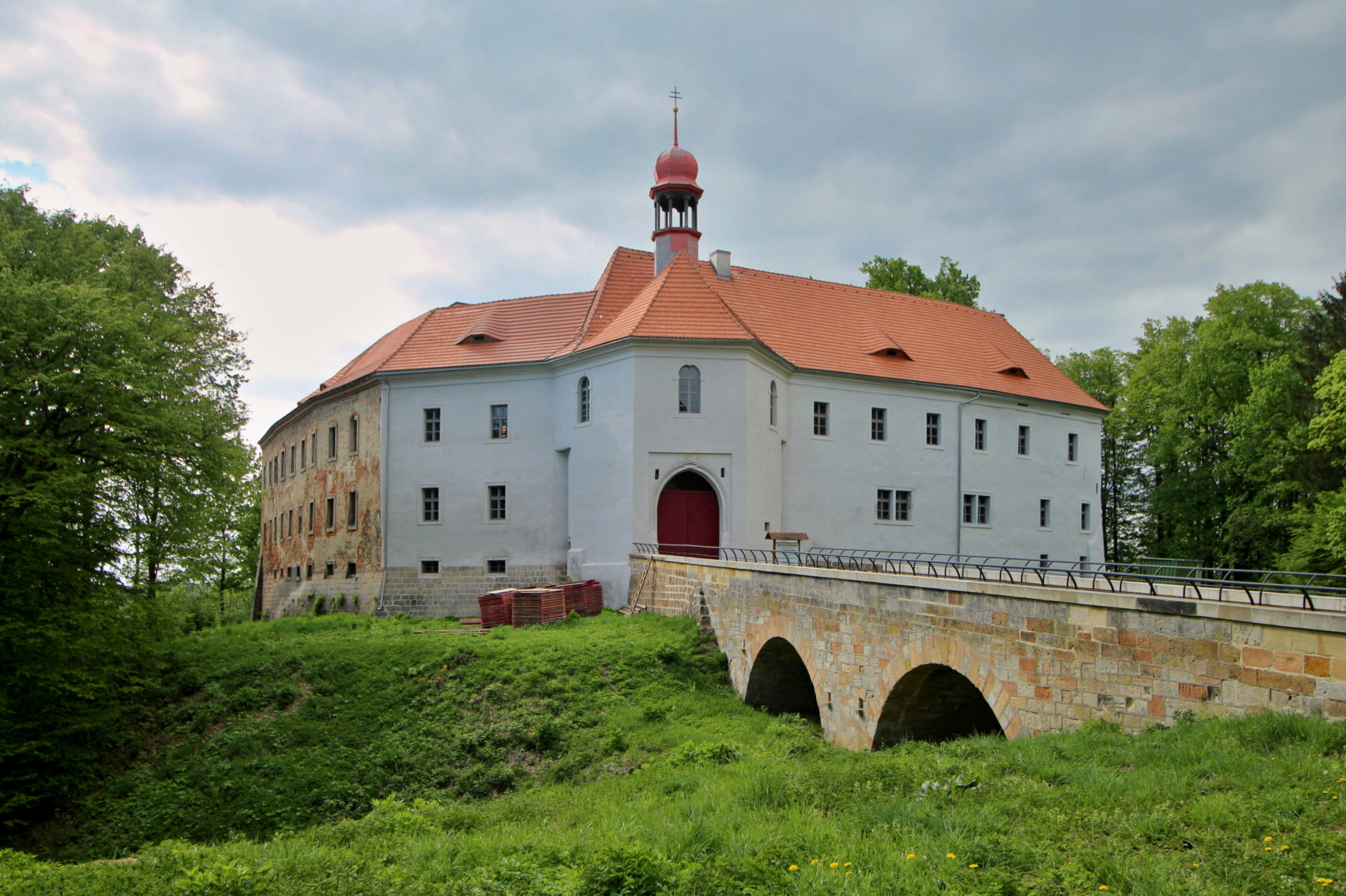
Zámek Vartenberk

### Do roku 1945
První písemná zmínka o městě je obsažena v listině krále Václava II. z 28. srpna 1283. Tehdy zde vybudovali Markvarticové hrad, podle nějž se jejich rodová větev označovala jako páni z Vartenberka. Ve 13. století jsou zmiňováni Markvart z Března a jeho syn Beneš z Vartenberka. Rodina Vartenberků hrad i se vznikajícím městečkem v podhradí prodala roku 1504 Bartoloměji Hiršpergárovi (Hirschpergarovi) z Königshainu. Noví vlastníci hrad přestavěli na zámek a o 200 let později zámek i panství včetně městečka koupili Hartigové, kteří vlastnili i sousední panství Mimoň.
Od 15. století město mělo hrdelní soud, který vyšetřoval a trestal zločiny proti bezpečnosti kupců, k nimž docházelo na cestě z Čech do Lužice. Císař Rudolf II. městu udělil znak obsahující slunečnici. Po třicetileté válce město přišlo o řadu privilegií. V roce 1785 císař Josef II. městu potvrdil trhové právo.
Rodina Hartigů se roku 1830 odstěhovala na nově upravený zámek v Mimoni a ze strážského zámku se stalo sídlo správy velkostatku. Původní dřevěná architektura byla zničena při rozsáhlém požáru v roce 1854. Od 19. století se město měnilo na letovisko, kdy k rekreaci sloužilo zejména okolí Hamerského rybníka a od roku 1914 nově napuštěného Horeckého rybníka. Po první světové válce koupil velkostatek František Melichar.

### Období po roce 1945
Po druhé světové válce bylo odsunuto německé obyvatelstvo a došlo ke snížení počtu obyvatel. 
Od šedesátých let 20. století probíhal v okolí města nejprve geologický průzkum a později i samotná těžba uranové rudy prováděné Československým uranovým průmyslem. V dolech a štolách provozovaných v okolí města se do roku 1996 vytěžilo celkem 15 000 tun uranu.

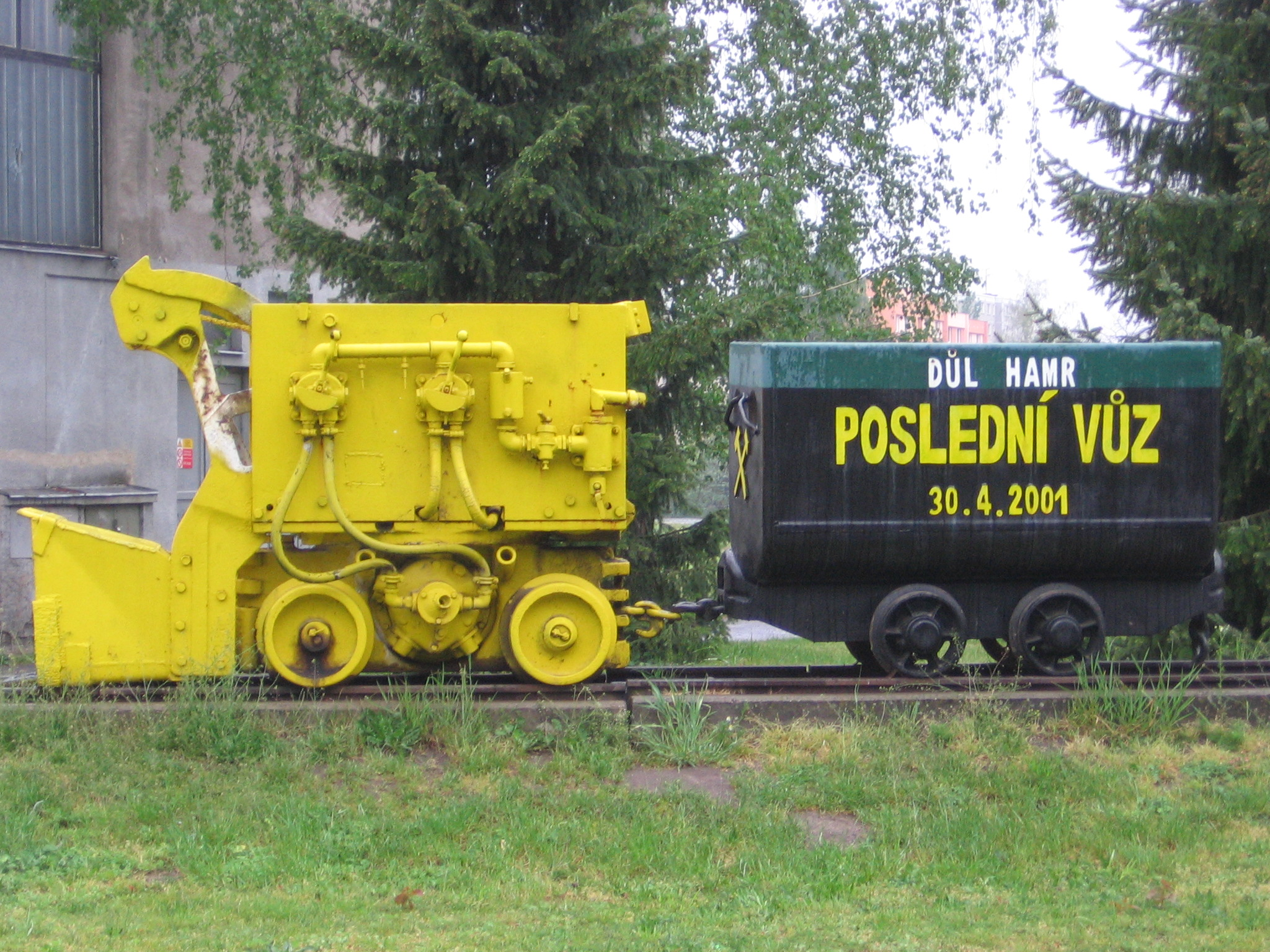
Důlní nakladač a vozík z uranového dolu

Těžba uranu způsobila rozsáhlou kontaminaci životního prostředí odpadními látkami. Celková plocha, která je v současné době zasažena vodami nasyceným cenomanským kolektorem, je asi 24 km². Kontaminace horninového prostředí způsobená chemickou těžbou potenciálně ohrožuje zdroje pitné vody i povrchové řeky v regionu. Hrozí migrace velmi kyselých a slaných roztoků do turonských kolektorů podzemních vod, což by mohlo znehodnotit největší vodní zdroje v České republice. Z tohoto důvodu je nutné provést rozsáhlou sanaci této oblasti. Podle modelových výpočtů bude sanace a likvidace následků zde chemicky vytěženého uranu trvat až do osmdesátých let 21. století. Náklady na sanaci se odhadují na více než čtyřicet miliard korun. Přibližně deset milionů tun radioaktivně kontaminovaných chemických kalů je soustředěno na ploše 628 hektarů severozápadně od města, souběžně se silnicí II/278 směrem k Novému Luhovu. Sanace byla zahájena roku 2011. Realizuje ji státní podnik DIAMO, který je právním nástupcem Československého uranového průmyslu. Areál bývalých uranových dolů s přilehlou velkou usazovací nádrží (Sedlištský rybník) se rozkládá západně od města.
Město usiluje o rozvoj rekreační turistiky. Pro sportovní vyžití je k dispozici plavecký areál, sportovní hala, tenisové kurty, fotbalové hřiště a v neposlední řadě i vodní lyžařský vlek na Horeckém rybníku. Na jaře se pravidelně konají Wartenberské slavnosti, které připomínají historii města.

## Obyvatelstvo
| Rok            | 1869  | 1880  | 1890  | 1900  | 1910  | 1921  | 1930  | 1950 | 1961 | 1970 | 1980  | 1991  | 2001  | 2011  | 2021  |
| -------------- | ----- | ----- | ----- | ----- | ----- | ----- | ----- | ---- | ---- | ---- | ----- | ----- | ----- | ----- | ----- |
| Počet obyvatel | 1 661 | 1 597 | 1 384 | 1 205 | 1 117 | 1 066 | 1 061 | 869  | 756  | 898  | 2 476 | 3 873 | 4 028 | 4 522 | 4 377 |
| Počet domů     | 253   | 252   | 259   | 255   | 258   | 247   | 249   | 200  | 146  | 141  | 142   | 189   | 188   | 236   | 267   |

## Městské symboly
Vlajka byla městu udělena rozhodnutím předsedy Poslanecké sněmovny Parlamentu České republiky dne 22. ledna 2001.

## Hospodářství

### Johnson Controls
V roce 1993 zde společně dvě zahraniční firmy formou joint venture založily firmu TRIMCO. Nová firma zde zahájila činnost 28. října 1994. V lednu 1998 první ze zakládajících firem, mezinárodní koncern Johnson Controls odkoupila od druhé, belgické rodinné firmy ECA její vlastnický podíl a stala se tak 100% vlastníkem TRIMCA. V srpnu 2003 pak českolipská společnost Johnson Controls Automobilové součástky z TRIMCA udělala zápisem do obchodního rejstříku svůj odštěpný závod pod označením Johnson Controls Automobilové součástky, odštěpný závod Stráž pod Ralskem. Vyrábí zde komponenty pro automobilový průmysl. V roce 2008 zde bylo zaměstnáno 700 pracovníků.

## Společnost

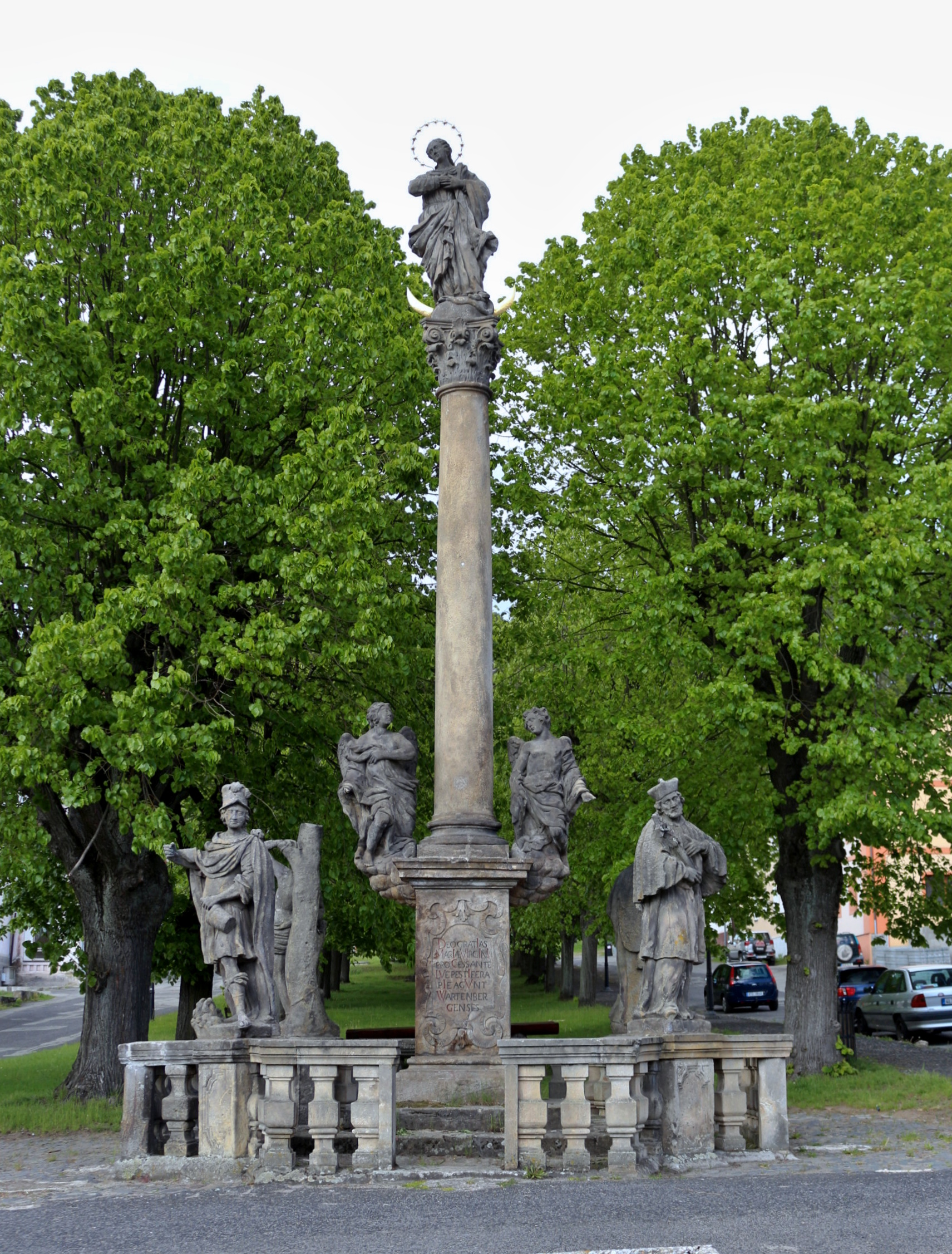
Mariánský sloup na náměstí

### Věznice
Ve Stráži pod Ralskem je také věznice a Institut vzdělávání Vězeňské služby České republiky, což je celostátní vzdělávací institut určený pro ozbrojenou složku (Justiční stráž, Vězeňská stráž) v rámci rezortu justice vedle civilní složky Justiční akademie, která je institucí resortu spravedlnosti pro vzdělávání soudců, státních zástupců a dalších pracovníků resortu justice a která po roce 2005, kdy byla Justiční akademie sloučena s Justiční školou v Kroměříži a sídlem Justiční akademie se stala Kroměříž, ve Stráži pod Ralskem má středisko a část vzdělávacích akcí se zde koná. Věznice ve Stráži pod Ralskem byla zřízena jako Ústav Sboru nápravné výchovy 1. června 1973 přestavbou ubytoven, které původně sloužily pro pracovníky uranových dolů. Jedná se o věznici s ostrahou, jejíž součástí je oddělení pro mentálně retardované odsouzené s dozorem a oddělení se zesíleným stavebně-technickým zabezpečením.

### Muzeum
Městské muzeum Stráž pod Ralskem bylo založeno v roce 2020. Jeho účelem je, seznámit návštěvníky s historií města a přilehlého okolí. Stálá expozice se skládá z několika místností. Jako první návštěvníci uvidí školní třídu z padesátých let 20. století, jelikož budova, ve který sídlí muzeum byla vystavěna původně jako německá škola. Další expozice je věnována parašutistům. Nedílnou součástí expozice jsou informace o spolcích, rodácích a těžbě uranu.

### Fotbal
V roce 1952 v krajské fotbalové soutěži obsadil zdejší klub Normal Stráž pod Ralskem dvanácté místo. Fotbalový tým mužů zakončil sezonu 2010/2011 na dvanáctém místě čtrnáctičlenné tabulky I.B třídy Libereckého kraje. O rok později ve stejné soutěži skončil druhý.

## Pamětihodnosti

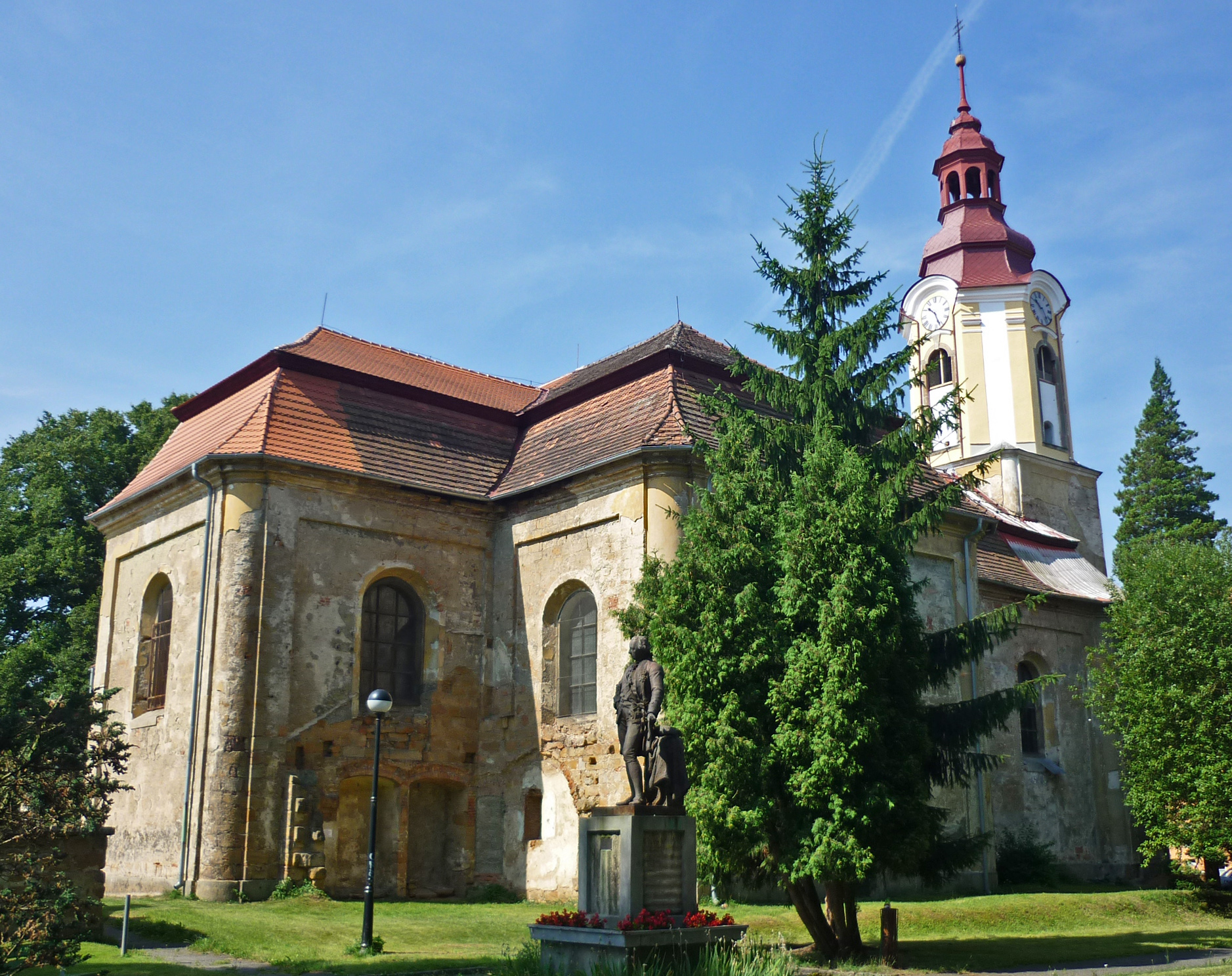
Kostel svatého Zikmunda

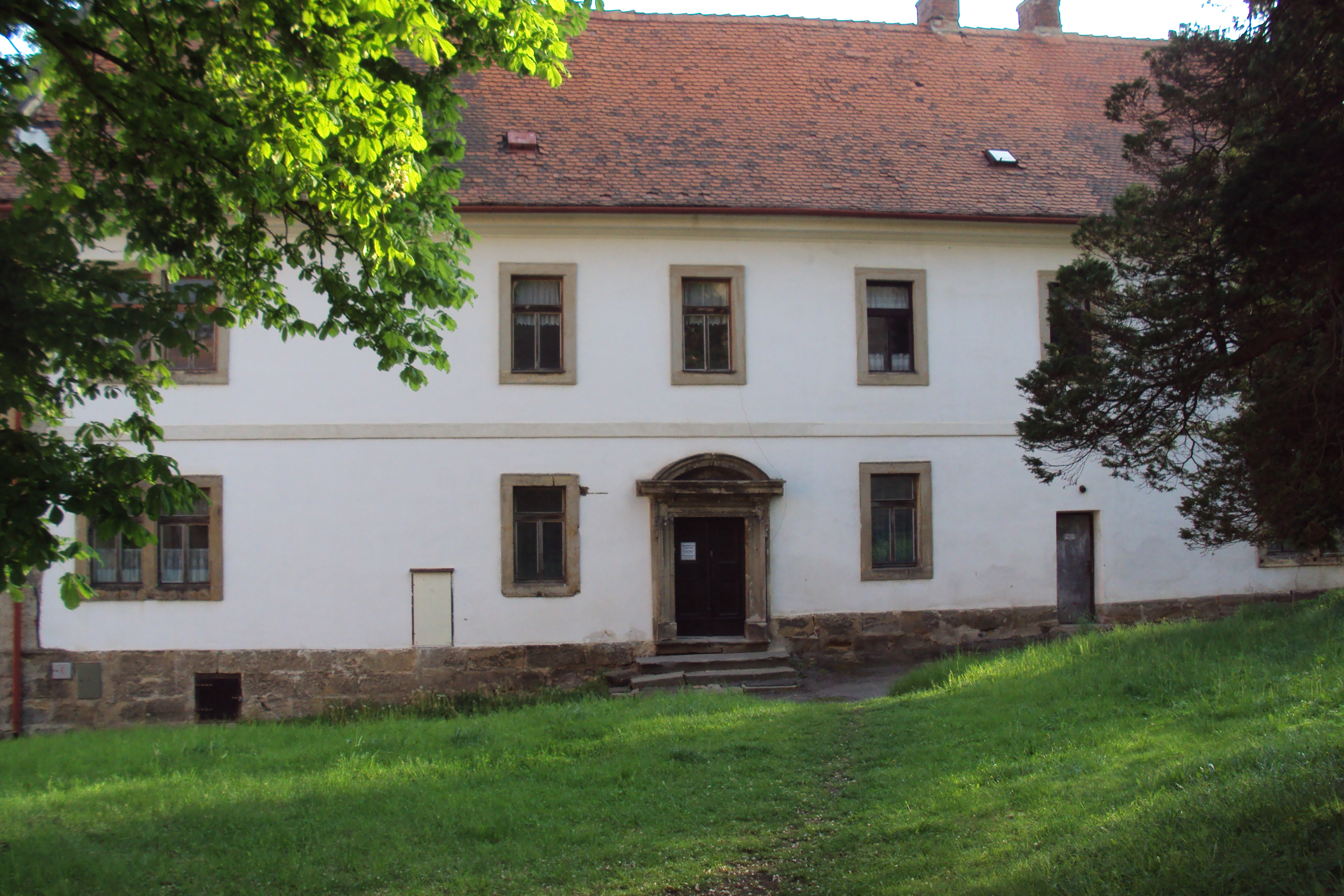
Budova fary u kostela

- Zámek Vartenberk byl postaven na místě někdejšího hradu v 16. století na východní straně Zámeckého vrchu. V roce 1987 vyhořel.
- Kaple svatého Jana Nepomuckého stojí nedaleko zámku na protější straně Zámeckého vrchu. Jedná se o barokní stavbu z roku 1722.[17] Dnes slouží pravoslavné církvi.
- Mezi zámkem a kaplí vede cesta s alejí mohutných stromů. Z cesty je odbočka dolů do města.
- Kostel svatého Zikmunda nechal postavit architektem J. J. Kurzem hrabě František Hartig v letech 1772–1779. Dříve na jeho místě stál menší renesanční kostelík[18] zasvěcený svatému Mikuláši, který hrabě nechal pro sešlost roku 1772 zbořit. Nový kostel byl vysvěcen 2. května 1781. U nového kostela je hřbitov a farní barokní budova římskokatolické církve. V kostele se konají pravidelně bohoslužby.
- Morový sloup se sochou Panny Marie je morový sloup v dolní části náměstí. Původně obsahoval jen sochy dvou andělů z roku 1721 od K. Steyera. V roce 1726 byly doplněny na zábradlí sochy čtyř světců (svatý Prokop, Jan Nepomucký, svatý Florián a svatý Šebestián).
- Vodní mlýn

## Rodáci

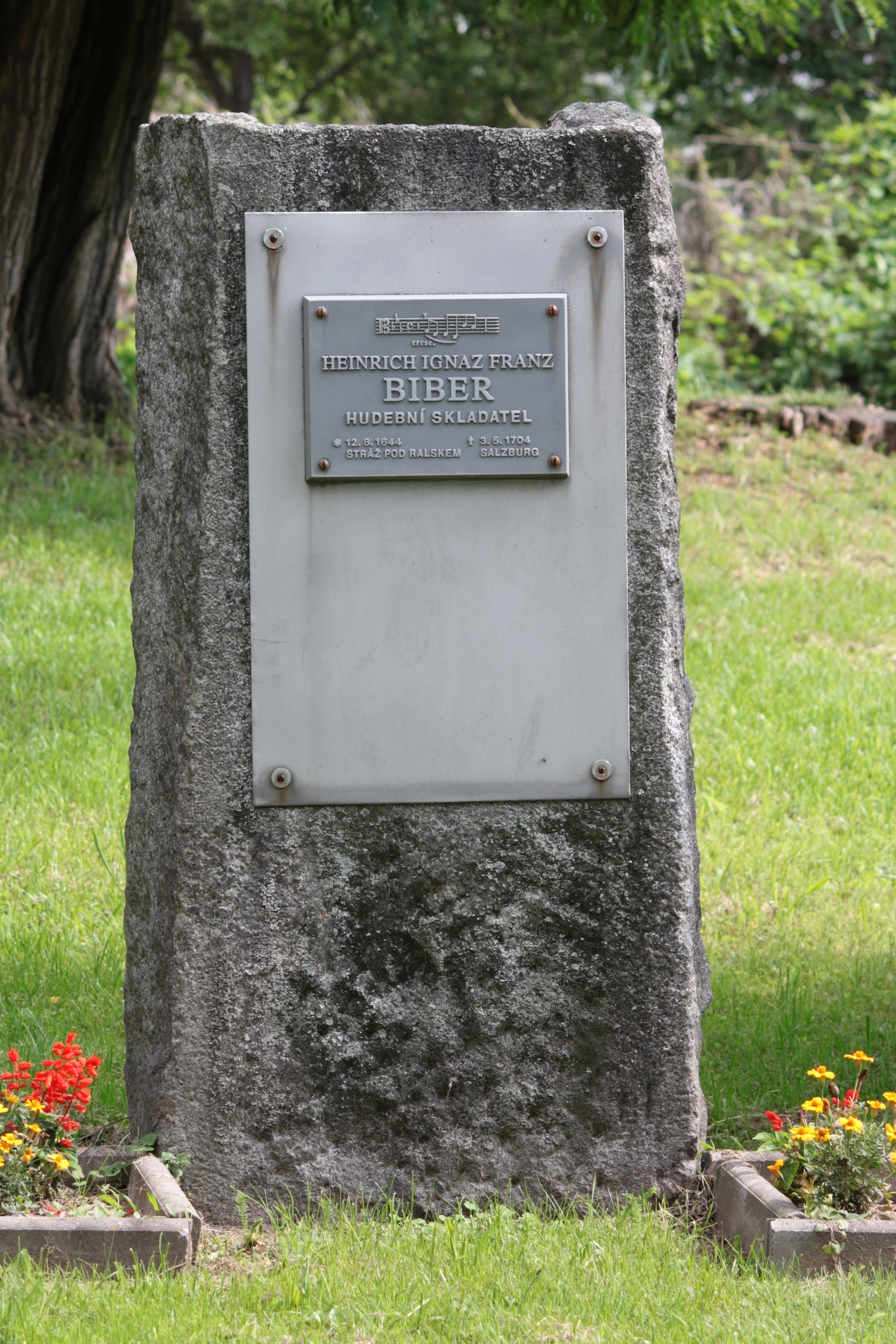
Pomník baroknímu skladateli Heinrichu Ignáci Bieberovi

- Heinrich Ignaz Franz Biber (1644–1704), barokní hudební skladatel a houslista
- Daniel Josef Mayer z Mayernu (1656–1733), pražský arcibiskup
- Anton von Jaksch (1810–1887), lékař, internista
- Vilém Gabler (1821–1897), pedagog a novinář
- Rudolf Bitzan (1872–1938), architekt, později žil v Drážďanech